# 林孜沫
林孜沫（英語：Momo Lin；1994年10月27日—），主持人。前香港亞洲電視節目主持、知名財經主播。2018年參加2018年度亞洲小姐競選香港區決賽，獲得香港賽區季軍。同年12月於香港大學碩士畢業。2019年，以應屆亞姐身份加入“仁美清叙”慈善機構。

## 簡歷

### 求學生涯
2012年，以高分入讀北京國際關係學院，修讀傳播學專業。為追求傳媒夢想，在校期間曾在北京青年報、時尚集團等單位實習。2016年，擔任騰訊視頻綜藝節目製片人。2017年9月，獲香港大學錄取，赴港攻讀信息科技教育碩士學位。曾獲香港政府認可的司儀統籌證書。

### 參加選美
2018年度參加亞洲小姐2018年度亞洲小姐競選香港區決賽選拔，獲得香港區季軍，評委評價她為：「最認真、最動力、最搏命的一個選手」。

### 螢幕主持
2019年12月，與臺灣藝人金剛、香港主持人陳啟泰以及馬來西亞主持人蔣珮珮聯袂主持了《2019亞洲小姐全球總決賽》，節目在香港奇妙電視、馬來西亞Astro等電視台同步播出。此後作為財經主持，專訪金融專家與行業領袖，活躍於螢屏。

## 演出

### 參與演出
- 2019年：亞洲電視《A1娛頭》
- 2019年：亞洲電視月刊頻道《黃總飯局之豐生水起》《封面故事專訪-亞姐林孜沫》
- 2019年：亞洲電視台慶《亞視迎新春 好友慶團圓》
- 2018年：亞洲電視《2018亞洲小姐競選香港區決賽》
- 2018年：亞洲電視《2018亞洲小姐競選總決賽》

### 主持節目
- 2019年：亞洲電視《Yummy》
- 2018年：亞洲電視《珠海長隆亞姐開心玩樂篇》

### 品牌活動
- 2019年：「碧桂園·十里銀灘」樓盤開幕暨香港亞洲小姐見面會[9]

### 主持活動
- 2019年： 亞洲小姐新聞發佈會國語主持[10]
- 2019年： 亞洲電視 & 科大訊飛戰略合作簽約儀式發佈會司儀
- 2019年： 亞洲電視 & 貨比比商城戰略合作簽約儀式發佈會司儀

### 慈善活動
- 2019年：Jessica 旭茉雜誌慈善跑